# アーバン・エア・モビリティ

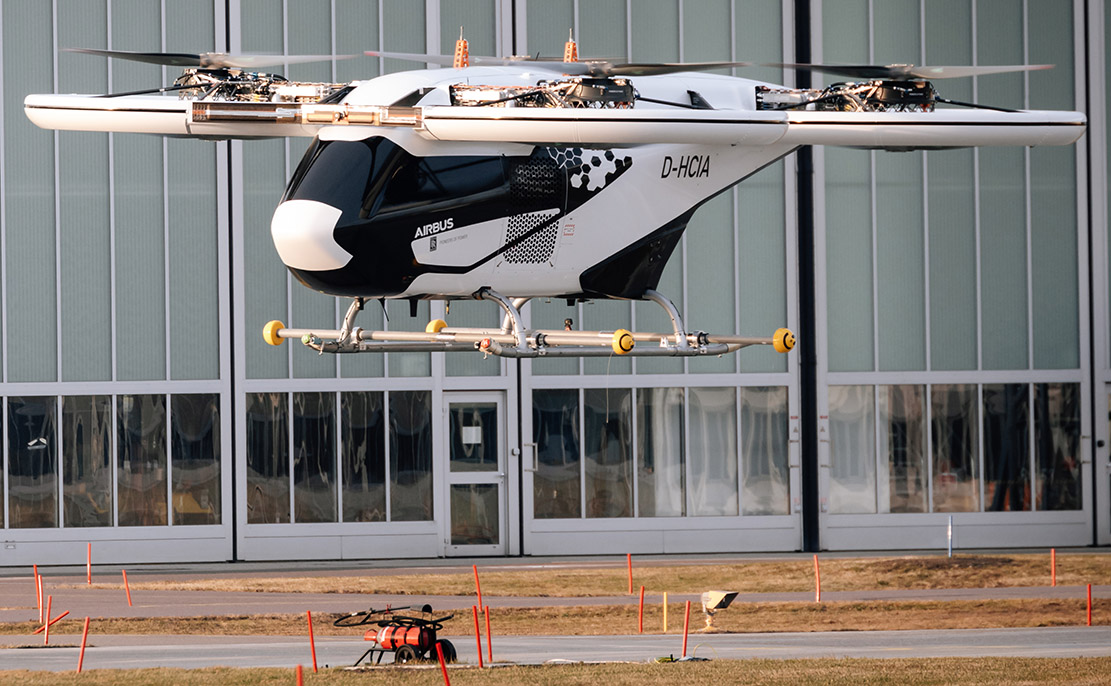
エアタクシーとして運用されるシティエアバスの試験飛行

アーバン・エア・モビリティ(Urban air mobility)は、都市上空の低空域での移動を可能にするモビリティ、移動手段である。略称はUAM｡今のところ都市型航空交通などと訳されている。

## 概要
現在、各社で開発されているシステムで主流となっているのは、電動で垂直上昇が可能な機体である。都市部で使用するので、空気を汚さず、騒音が低い機体が求められている。
UAMで使用予定の機体の形状で最も一般的なのは、マルチコプター(例:Volocopter)や、いわゆるティルトウイング（例:A³ Vahana）である。

## 歴史
この概念は交通渋滞の解消を目的として生まれた｡
エアモビリティは有人型と無人型の両方の開発が進められている。ハンブルクでは、2017年5月から2018年1月までの間にWiNDroVe project - (都市圏でのドローンの使用)が実施されていた。2018年6月には、インゴルシュタットでアウディ、エアバス、カリスマ研究センター、Fraunhofer Application Center for Mobility、THI University of Applied Sciencesなどや他のパートナーが参加するアーバン・エア・エアモビリティプロジェクトが開始された。
ヨーロッパ各国の各都市、マーストリヒト、アーヘン、ハッセルト、ヘールレン、リエージュはスマートシティとそのコミュニティに関する欧州イノベーションパートナーシップ(EIP-SCC)のUAMイニシアチブに参加した。フランスのトゥールーズはヨーロッパのUAMイニシアチブに参加している。このプロジェクトは航空大手のエアバス、ヨーロッパのパートナー機関であるユーロコントロール、EASA（欧州航空安全機関）が調整役を務めている。

## 新しい種類の機体を使う方法
パーソナルエアビークルはUAMのために開発が進められている。これには、エアバス・シティエアバス、Lilium GmbH、ボロコプター、億航智能（イーハン）、エアバス A³ ヴァーハナ、ボーイングPAVなどが含まれる。
構想段階では、滑走路が不要なVTOL機能を持つUAM航空機を比較的狭いエリアで垂直離着陸させる。現在開発中の機体の大半は電動で、複数のローターを使用することにより騒音を最小限に抑える(ローター1個あたりの回転速度を落とす)と同時に機体の高い冗長性を実現している。また、初飛行に成功した機体も多い。
イーハンによる実現

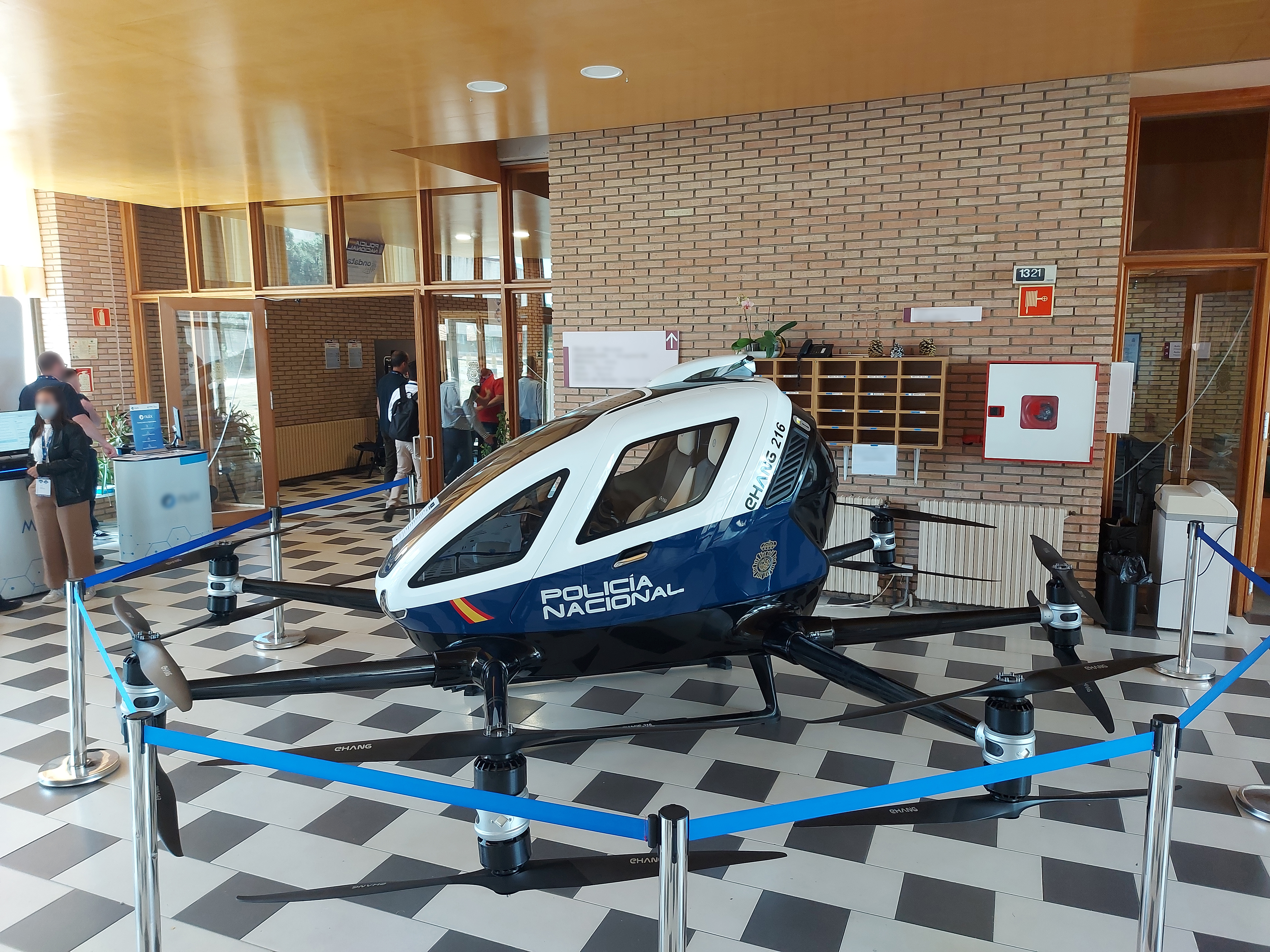
イーハンのEH216-8

電動ドローン大国である中国では、世界に先駆けてUAMの開発が進んでいる。2023年10月13日、中国のUAM製造企業の億航智能（イーハン、eHANG）は、開発する機体「EH216-S」が中国民間航空局（CAAC）が正式に発行するTCを取得したと発表した。これは、EH216-SがCAACの安全基準と耐空性要件に準拠し、この機体で旅客輸送商業運用を行う資格を得た、ということを意味する。500を超える試験項目および4万回を超える試験飛行をクリアし、このTCを取得したという。この認証により中国国内ではEH216-Sを使ったUAMの実運用が可能となった。 
イーハンは、UAMの本格的な運行を見据えて、上海付近の黄浦江上空で定期的に実験的な観光飛行の運用を重ねていたが、2025年1月16日には上海でパイロット無しで客を乗せて飛行することに成功した。この技術により、コストを抑えつつ安全に運行することが可能になったので、上海の都市部上空でUAMとして本格的な運用を開始してゆくことになる。

## 既存のヘリコプターを使う方法
（UAMの定義に合致するのか怪しく、騒音がひどく空気を汚し飛行コストが高いヘリコプターを使っているので邪道であるが）ブラジルのサンパウロではヘリコプターを使用した方法を（いつ？何年何月？に）実現した。メキシコのメキシコシティでも既にヘリコプターを使ったエアタクシーを利用できる。だがヘリコプターを使う方法は依然としてコストが高く、騒音やエネルギー消費が大きいという問題がある。